# Göran Andersson

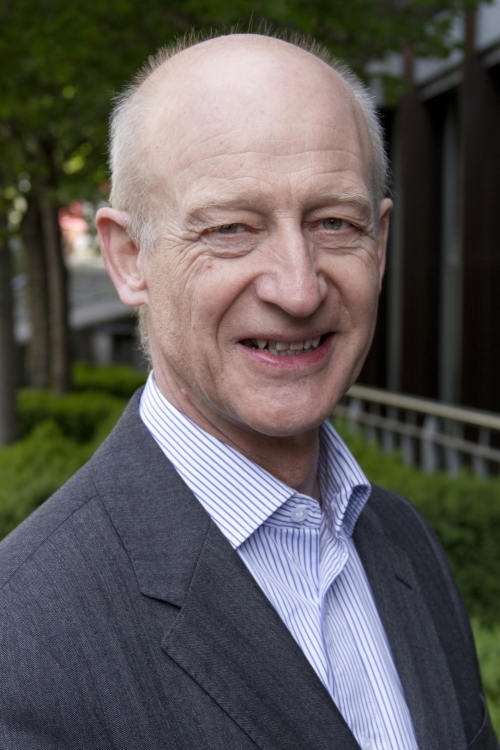
Göran Andersson

Claes Göran Andersson, nascido em 1951 na Suécia, é um professor na ETH Zurich, em Zurique, Suíça. Ele é professor de Sistemas de Energia do Departamento de Tecnologia da Informação e Engenharia Elétrica desde 2000.

## Biografia
Göran Andersson terminou o seu mestrado na Universidade de Lund, em 1975, na área da engenharia física. Terminou seus estudos de doutorado no mesmo instituto na física matemática, ou seja, na teoria de excitações rotacionais em núcleos, em 1980. Depois dos seus estudos de doutorado, trabalhou como engenheiro de pesquisa na ASEA, agora ABB, na divisão HVDC desde 1980 até 1985. Em 1985, ele se tornou o Gerente de Seção de Engenharia de Sistemas na mesma divisão até 1986. Durante estes anos, ele principalmente trabalhava na dinâmica e controle de sistemas de energia, com foco principal na HVDC. Depois do seu trabalho na ASEA, tornou-se professor no Instituto Real de Tecnologia (KTH) em Estocolmo. Ele era o chefe do Instituto para o grupo de Sistemas Elétricos de Potência, desde 1986 até 2000. A sua especialidade foram questões de estabilidade dinâmica nos sistemas de potência. Formaram-se 14 alunos de doutorado durante seu tempo no KTH. Em 2000, ele se mudou para a Suíça, onde se tornou professor da ETH Zurich no Power Systems Laboratory.
Göran Andersson é casado com Anne desde 1975, e eles têm três filhos.

## Pesquisa
Seu trabalho mais recente divide-se em três tópicos principais na área de sistemas de energia elétrica:
1. Dinâmica e controle de sistemas de potência: Dinâmica e controle de sistemas de potência: ele e seus alunos de doutorado têm estudado como VSC-HVDC pode ser usado na rede europeia, a fim de aumentar a estabilidade. Outro trabalho teve como objetivo investigar os prós e contras das redes HVDC. Neste caso, a rede europeia também foi utilizado como sistema de teste. Um aspeto importante considerado neste trabalho é a necessidade de comunicação. Como o sistema europeu conecta um grande número de países, o trabalho nesta área é enfocado na operação de sistemas multiárea. A interação entre vários operadores de sistemas de transmissão, cada um com informação limitada sobre o estado dos sistemas vizinhos, tem sido estudada, e seu grupo propôs métodos com o objetivo de aumentar a segurança geral do sistema através da troca de peças selecionadas de informação. Outro tema importante que tem sido coberto por várias teses de doutorado é o tema da resposta à demanda. Seu grupo desenvolveu métodos e ferramentas para permitir a cargas térmicas oferecer regulação e energia de compensação. Isto resultou na fundação da empresa spin-off Adaptricity. A razão principal por que a resposta à demanda ganhou atenção é porque pode apoiar a integração de geração renovável variável.  O grupo do professor Göran Andersson também analisou como pode-se fazer a avaliação de segurança com mais incerteza, e como pode-se formular um programa estocástico com restrições probabilisticas. Mas o trabalho de segurança não é somente focado nos aspetos físicos: Ele também fez um trabalho sobre cibersegurança dos sistemas SCADA.
2. Mercados de energia elétrica: O objetivo do trabalho neste campo é desenvolver modelos realistas para os mercados de energia liberalizados, em particular os da Europa. Um aspeto importante é a modelagem dos preços da energia, com o objectivo da previsão. A Hourly Price Forward Curve (HPFC) é uma ferramenta importante neste contexto, e muito trabalho é dedicado a este tema. Um método que combina modelos estatísticos e fundamentais foi implementado. Antes, a HPFC original era utilizável apenas para uma única zona de preços. Seu grupo chegou a desenvolver as HPFC para várias áreas através da incorporação de mecanismos de acoplamento de mercado. Outra aplicação é a valorização de usinas hidrelétricas com armazenamento por bombeamento nas novas condições de mercado. Técnicas de aprendizagem não-lineares são usadas para capturar melhor as variações sazonais.
3. Futuros sistemas energéticos: O grupo do professor Andersson iniciou o desenvolvimento do conceito do Energy Hub por volta de 2003. Ele agora é usado por muitos pesquisadores e planejadores em todo o mundo. O Energy Hub tem sido a base para muitos projetos vinculados a sistemas de energia no futuro, e o conceito foi desenvolvido e adaptado para novas aplicações. Além disso, o grupo tem trabalhado em uma série de projetos em relação à integração de veículos eléctricos (EV) em sistemas de potência. Juntamente com grupos de pesquisa em engenharia mecânica e planejamento de tráfego, os pesquisadores do Power Systems Laboratory desenvolveram um modelo que incorpora simulação de fluxo de tráfego e consumo de energia durante a condução, para que o estado de carga dos veículos individuais podam ser determinados. A partir disso, esquemas de controle para o carregamento dos veículos, tendo em conta as restrições da rede, os preços de energia e as preferências dos proprietários de veículos foram desenvolvidos. Como outra linha de pesquisa na sistemas de energia no futuro, desenvolveu-se técnicas de planejamento de expansão, tendo em conta o controle corretivo que pode ser realizado por links de HVDC. Mostrou-se que esta opção pode resultar em economias significantes. Outra contribuição principal do grupo é na flexibilidade operacional, que ganhou em interesse devido à integração da energia fotovoltaica e eólica, que são flutuantes. Um quadro de modelagem especial, o modelo Power Node, foi desenvolvido para este fim. O Power Node está relacionado com o Energy Hub e pode ser visto como um complemento.

## Teses de doutourado orientadas
- Theodor Sebastian Borsche, "Impact of Demand and Storage Control on Power System Operation and Dynamics", 2016
- Raffael La Fauci, "Cost-Based Design of an Electric Reserve Grid Focusing on Reliability", 2015
- Marina González Vayá, "Optimizing the electricity demand of electric vehicles: creating value through flexibility", 2015
- Markus Christian Imhof, "Voltage Source Converter Based HVDC - Modelling and Coordinated Control to Enhance Power System Stability", 2015
- Hubert Abgottspon, "Hydro power planning: Multi-horizon modeling and its applications", 2015
- Tobias Winfried Haring, "On Incentive-Based Ancillary Service Markets for Incorporation of Renewable Energy Sources and Demand Response", 2015
- Marcus Christoph Hildmann, "Quantitative methods for the economic analysis of liberalized power markets", 2014
- Emil Iggland,  "Methods for the secure and economical operation of inter-connected electrical power systems", 2014
- Christof Bucher, "Analysis and Simulation of Distribution Grids with Photovoltaics", 2014
- Andreas Ulbig, "Operational Flexibility in Electric Power Systems", 2014
- Maria Vrakopoulou, "Optimal decision making for secure and economic operation of power systems under uncertainty", 2013
- Olli Mäkelä, "Methods to assess and manage security in interconnected electrical power systems", 2013
- Spyros Chatzivasileiadis, "Power System Planning and Operation Methods Integrating the Controllability of HVDC", 2013
- Stephan Koch, "Demand Response Methods for Ancillary Services and Renewable Energy Integration in Electric Power Systems", 2012
- Matthias David Galus, "Agent-based modeling and simulation of large scale electric mobility in power systems", 2012
- Michèle Arnold, "On Predictive Control for Coordination in Multi-Carrier Energy Systems", 2011
- Antonios Papaemmanouil, "Coordinated transmission expansion planning of future interconnected power systems", 2011
- Marija Zima-Bockarjova, "On Security and Economy Enhancements in Power Systems by Decision Support", 2010
- Florian Kienzle, "Evaluation of Investments in Multi-Carrier Energy Systems under Uncertainty", 2010
- Monika Esther Ruh, "New Concepts and Algorithms for Fully Transparent Distribution Management Systems", 2010
- Martin Kurzidem, "Analysis of flow-based market coupling in oligopolistic power markets", 2010
- Turhan Demiray, "Simulation of Power System Dynamics using Dynamic Phasor Models", 2008
- Gabriela Hug-Glanzmann, "Coordinated Power Flow Control to Enhance Steady-State Security in Power Systems", 2008
- Mirjana Milosevic, "On the Control of Distributed Generation in Power Systems", 2007
- Malte Thoma, "Optimierte Betriebsführung von Niederspannungsnetzen mit einem hohen Anteil an dezentraler Erzeugung", 2007
- Martin Geidl, "Integrated Modeling and Optimization of Multi-Carrier Energy Systems", 2007
- Gaudenz Koeppel, "Reliability Considerations of Future Energy Systems: Multi-Carrier Systems and the Effect of Energy Storage", 2007
- Thilo Krause, "Evaluating Congestion Management Schemes in Liberalized Electricity Markets Applying Agent-based Computational Economics", 2006
- Rusejla Sadikovic, "Use of FACTS Devices for Power Flow Control and Damping of Oscillations in Power Systems", 2006
- Marek Zima, "Contributions to security of electric power systems", 2006
- Christian Schaffner, "Valuation of Controllable Devices in Liberalized Electricity Markets", 2004
- Wolfgang Hammer, "Dynamic Modeling of Line and Capacitor Commutated Converters for HVDC Power Transmission", 2003
- Andrei Karpatchev, "Increased Transmission Capacity by Forced Symmetrization", 2003
- Gunthard Orglmeister, "Ein Symmetrierkompensator für Hochspannungsleitungen", 2002
- Jost Allmeling, "Schnelle Regelung eines Aktivfilters mit niedriger Taktfrequenz für das Mittelspannungsnetz", 2001
- Tina Orfanogianni, "A flexible software environment for steady-state power flow optimization with series FACTS devices", 2000

## Ensino
Professor Andersson esteve muito ativo no desenvolvimento e na reestruturação de cursos na área de sistemas de energia elétrica da ETH Zurich. Cursos que ele ensinou na ETH incluem:
- Introdução a Sistemas Elétricos de Potência: Este curso é co-ensinado com o High Voltage Laboratory e tem conceitos básicos e componentes do sistema de energia elétrica.
- Análise do Sistema de Potência: O foco deste curso é a modelagem de componentes de sistemas de potência, o cálculo dos fluxos e tensões no sistema e dá uma primeira introdução à dinâmica e estabilidade em sistemas de potência.
- Análise de Sistemas de Energia: O objetivo do curso é dar uma introdução aos métodos e ferramentas para analisar o consumo de energia, conversão de energia e fluxos de energia. Os aspetos ambientais são incluídos, bem como considerações económicas. Este curso é co-ensinado com uma variedade de outros membros do corpo docente.
- Dinâmica e controle de sistemas de potência: Propriedades dinâmicas de máquinas eléctricas, redes, cargas e sistemas interligados são modelados e estudados. Temas como SCADA e estimação de estado são discutidos. Este curso é co-ensinado com um palestrante externo.

## Prêmios
Ele recebeu inúmeros prêmios, incluindo o IEEE PES Outstanding Power Educator Award (2007) e do George Montefiore International Award (2010).
Göran Andersson também é membro da Academia Real de Ciências da Suécia (1994), membro da IEEE (1997), Membro da Academia Suíça de Ciências da Engenharia (2015) e Membro da Academia Nacional de Engenharia dos EUA (2016).

## Ligações
- Perfil do professor Göran Andersson's na pagina da ETH Zurich
- Site do grupo de pesquisa do professor Andersson